# Metaleptus brasiliensis
Metaleptus brasiliensis là một loài bọ cánh cứng trong họ Cerambycidae.